# Kerygmachela
Kerygmachela kierkegaardi
Genre
Espèce
Kerygmachela kierkegaardi est un lobopode à branchies de la formation de Buen (en) (stade cambrien 3) du Lagerstätte de Sirius Passet, dans le nord du Groenland. Son anatomie suggère fortement qu'il était, avec son parent Pambdelurion whittingtoni, un proche parent des anomalocaridides (radiodontes (en)) et des euarthropodes,. Son épithète spécifique « kierkegaardi » rend hommage au philosophe danois Søren Kierkegaard,.

## Description
Il avait une paire d'appendices frontaux bien développés avec de longues épines. Ces membres correspondent aux appendices frontaux des anomalocaridides. Une paire d'yeux sessiles était située près de la base de ces appendices. Une petite bouche orientée vers l'avant était située sous sa tête et portait une paire de structures en forme de stylet. Son corps avait 11 segments munis chacun de 4 tubercules, associés à 11 paires de lobes latéraux nageurs avec une structure en forme de branchies avec 11 paires de petites pattes (lobopodes) à la base des lobes. Le corps se terminait par une épine de queue unique, autrefois considérée comme une paire de cerques,. Il avait également un pharynx bien développé et des glandes intestinales de type arthropode.

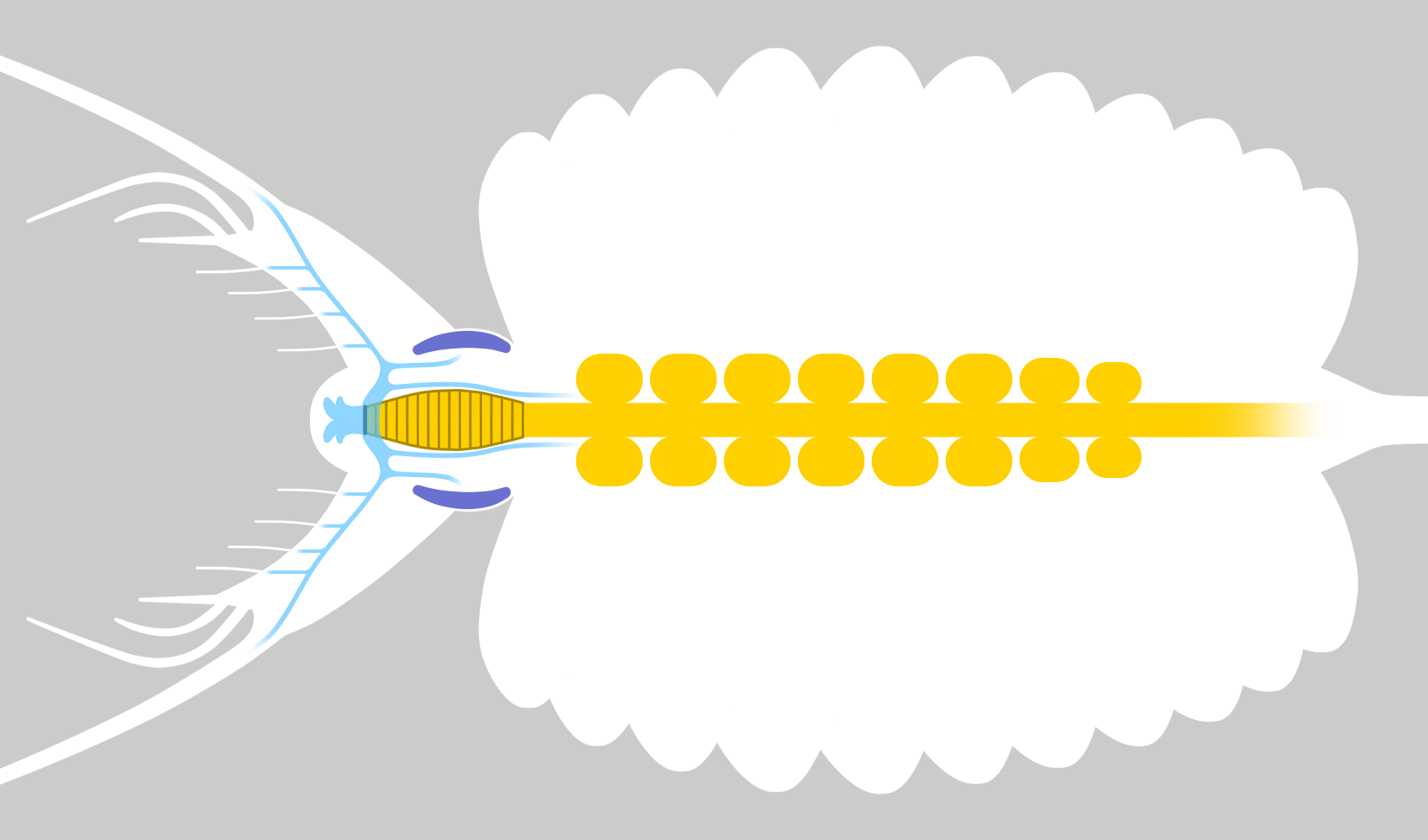
Yeux (bleu foncé), système nerveux central (bleu léger) et système digestif (jaune) de Kerygmachela.

Ses appendices frontaux épineux suggèrent qu'il s'agissait peut-être d'un prédateur ; cependant, les fossiles indiquent une taille totale d'environ 175 mm et avec sa bouche relativement petite il aurait été limité à de très petites proies.